# 野村義男
野村 義男（のむら よしお、1964年〈昭和39年〉10月26日 - ）は、日本のギタリスト、音楽プロデューサー、ナレーター、俳優、元アイドル。かつてはジャニーズ事務所に所属しており、男性アイドルグループ・THE GOOD-BYEのメンバーである。東京都中野区出身。血液型はA型。既婚。
愛称はよっちゃん。
ジャニーズ事務所 → ジャニーズ出版 → 「コンポジラ」「ヘリンボーン（ナレーションのみ)」所属。

## 来歴
- 姉の影響で小学校5年時からフォークギターを始める[3]。実家はバイク屋[3]であった。
- 代々木公園にあったゴーカート乗り場で遊んでいた時に、川崎麻世らを連れて歩いていたジャニー喜多川の目に留まり英語でスカウトされたことがきっかけで、12歳でジャニーズ事務所に入る[4][5]。この時にもらったというジャニーの名刺はパッケージしたうえで、野村の机の上にずっと飾られているという[6]。
- 同年、ジャニーズJr.の古川清隆らと「ジャニーズ少年団」というグループを結成。『小さなスーパーマン ガンバロン』の主題歌をリリース。
- 1979年、15歳の時にTBS『3年B組金八先生』に出演して一気にブレイク[5]。以後、田原俊彦、近藤真彦らとともに「たのきんトリオ」として活躍する[5]。
- 1982年、スペシャルドラマ『ボクの音楽武者修行』で若き日の小澤征爾役を演じる。
- 1983年6月、アルバム『待たせてSorry』でソロレコードデビュー。
- 同年、「どうしてもバンドでデビューしたい」とイチからバンドメンバーを探し、バンドグループ「The Good-Bye」を結成[7]。なお、1983年の日本レコード大賞では最優秀新人賞を受賞している[8]。
- 1990年、The Good-Bye活動休止[9]後、26歳の時にジャニーズ事務所から独立し[5]、系列子会社「ジャニーズ出版」に移籍。ジャニーズ出版退社後は個人事務所である「コンポジラ」を設立した。
- その後、ギタリストとしての仕事が大半を占めるようになり、作曲・編曲・プロデューサーなども務めるようになった。1992年にはジョニー吉長のソロツアーに参加。1998年からは浜崎あゆみのバックバンドでギタリストを務めている。また2000年からは「chee's」というグループのバックにも付いた。2001年からは世良公則とも不定期に活動している（バンド「GUILD9」及びアコースティックユニット「音屋吉衛門」にて）。
- 2003年、The Good-Byeとしての活動も再開し[9]、2003年には「再会」と銘打ったライブを開催[8]。2007年、2008年にはツアーも行われ、2013年11月17日、国際フォーラムにて、The Good-Byeデビュー30周年ライブ行われた時には野村本人から、「The Good-Byeは、解散しません」という宣言があった[10]。2018年にも35周年ライヴが行われ、2019年8月21日には30年ぶりにアルバム『Special ThanX』をリリースする[8]。
- 1996年からフジテレビ系音楽バラエティー番組で、KinKi Kidsが司会の『LOVE LOVE あいしてる』内のバンド「LOVE LOVE ALL STARS」にも参加[11]。
- 2020年2月29日、24年ぶりとなるソロアルバム『440 Hz with〈LIFE OF JOY〉』をリリース。製作開始より7年を費やした[12][13]。

## 人物・エピソード
- 野村がバンドでデビューした理由は、たのきんトリオで活躍していた当時の男性アイドルは、1人でマイクスタンドの前に立って、歌ったり踊ったりするのが主流だったが、引っ込み思案だった野村は、それを続けるのは到底無理だと思い、バンドなら道連れができるし、踊らずにすむと思ったから[14]。
- 1986年、音楽雑誌『ロッキンf』誌にて当時ANTHEMのギタリストだった福田洋也との対談がきっかけで意気投合。以後、親交を深めることになり、お互いのコンサート会場の楽屋訪問に足を運ぶ機会が多くなった（1999年にカーマイン・アピスがリリースした「GUITAR ZEUS」にて福田と共に共演している）。
- 自他共に認めるギターマニア[1]。2016年の時点で所有しているギターの中で最も高額なのはビンテージギターの最高峰「ギブソン・レスポール1959年製｣[5]。
- 300本を超えるギターコレクションを一冊の写真集にまとめた本『野村義男の“思わず検索したくなる”ギター・コレクション』が2015年6月25日に[3]、同シリーズ『野村義男の“足の踏み場もない”エフェクター・コレクション』が2016年1月25日に発売。
- ギターのみならずウクレレにも造詣が深く、ウクレレのみで構成したインストアルバム『Ukulele for Christmas』も発表している。
- 自称、エアギター撲滅委員会委員長。本人曰く、「ギターを弾こう! 空気を弾くな!」。
- ギタリストのCharを敬愛し[15]、また師事している。師匠・弟子と呼ぶ間柄である。
- 仮面ライダーの大ファンである。さらに仮面ライダーシリーズ唯一の公式バンド「RIDER CHIPS」も結成している。
- 1995年に野坂なつみとの結婚を公表した[16]。

## ディスコグラフィ

### 「野村義男」名義作品
シングル
- 「TOKYO」（1993年、スターランド）

アルバム
- 「待たせてSorry」（1983年6月1日、ビクター）
- 「440 Hz with〈Band of Joy〉」（1992年7月25日、創美企画）
- 「1993」（1993年11月21日、スターランド）
- 「ELECTRIC GYPSY」（1995年3月10日、PEG／コンポジラ）
- 「ELECTRIC GYPSY II」（1995年5月10日、PEG／コンポジラ）
- 「LIVE at live」（1995年11月26日、PEG／コンポジラ）
- 「Still Wood」（1996年8月12日、PEG／コンポジラ）
- 「Ukulele for Christmas」（1996年11月26日、PEG／コンポジラ）
- 「RARE TRACKS」（1997年5月17日、PEG／コンポジラ）
- 「440 Hz with〈LIFE OF JOY〉」（2020年2月29日、エムアイティギャザリング）
- 「440hz with〈No Guitar, No Life〉」（2024年10月26日、アムアイティギャザリング）[17]

### 「JARGON」名義作品
アルバム
- 「JARGON」（1999年7月23日、SubConscious／コンポジラ）

### 「三喜屋・野村モーター'S BAND」名義作品
アルバム
- 「WORKS」（2005年9月21日） - フルカバーアルバム
- 「ROOTS」（2006年12月20日） - フルカバーアルバム
- 「青い牛乳」（2007年11月1日）

### 「三野姫」名義作品
- 「個人で楽しむ〜お茶の間三野姫」（2006年7月9日） - トーク集CD。他に「泳ぐナイフ」、「Romanticが止まらない」の2曲収録
- 「わすれもの」（2011年5月5日） - アルバム（9曲収録） ASIN: B004VQ91NQ レーベル: PEG LABEL
- 「わすれもの2」（2012年6月6日） - アルバム（11曲収録）ASIN: B0083HVBAU レーベル: PEG LABEL
- 「わすれもの3」（2013年7月7日） - アルバム（11曲収録）ASIN：B00D912G5O レーベル: PEG LABEL
- 「わすれもの4」（2014年5月5日） - アルバム（12曲収録）ASIN：B00JGZSHNM レーベル: PEG LABEL
- 「わすれもの5」（2016年2月2日） - アルバム（11曲収録）ASIN：B019HNHMBU レーベル: PEG LABEL[注 1]
- 「みんなで楽しむ〜お茶の間ベスト〜」（2022年2月1日） - ベストアルバム（27曲収録・ブックレット付）レーベル: PEG LABE

### 「RIDER CHIPS」名義作品
シングル
- 「レッツゴー!!ライダーキック〜2000 ver.〜」（c/w「Power Child」）（2000年11月30日）
- 「DEEP BREATH」（c/w「Sitting On Dynamite」&「Touch」）（2001年8月18日）
- 「果てしない炎の中へ」（限定版のc/w「Fire Bird」、通常版のc/w「Gravitation」）（2002年6月19日）
- 「We gotta fight （c/w「Hard knock life」）（2003年1月29日）
- 「The people with no name」（限定版のc/w「All eyes on me」、通常版のc/w「鞄」）（2003年7月24日）
- 「仮面ライダーのうた」（c/w「The Last Card」）（2004年1月21日）
- 「ELEMENTS」（c/w「熱風Rider」）（2004年9月28日）
- 「FULL FORCE」（c/w「Bang!Bang!Revolution」）（2006年4月5日）
- 「LORD OF THE SPEED」（c/w「LORD OF THE SPEED・Re-Mix」）（2006年11月1日）
- 「孤独をふみつぶせ」（c/w「花唄」）（2008年8月1日）
- 「Ride a firstway」（c/w「Dreamer」）（2009年9月16日）
- 「Blessed wind」（2012年11月21日）
- 「BEASTBITE」（2013年2月27日）
- 「The Finale Of The Finale」（2013年8月7日）
- 「ROCK VIBRATION」（2013年11月27日）

アルバム
- 「Masked Rider LIVE2000」（2001年2月21日） - LIVE盤
- 「Masked Rider LIVE2004〜仮面ライダー・ザ・ベストヒッツ〜」（2004年4月21日） - LIVE盤
- 「おとな買い」（2005年3月16日）
- 「まじめまして。」（2006年1月25日）
- 「これでよろしかったでしょうか。」（2009年11月11日）
- 「オドレナリン」（2011年11月22日）
- 「KAMEN RIDER Anniversary Collaboration Project 改造〜Covers〜」（2015年9月9日）
- 「フィーバー!!」（2018年7月7日）

DVD/ビデオ
- 「Masked Rider LIVE2000」（2001年4月21日） - ビデオ
- 「Masked Rider LIVE2004」（2004年4月21日） - DVD
- 「おとなかい?Tour2005」（2006年6月21日） - DVD
- 「この前のライブ」（2010年8月25日） - DVD ※2009年2月20日にLIQUIDROOMで開催されたライブを収録

### 「Funk Rocket」名義作品
アルバム
- 「Turbulence-1」（2001年3月31日）
- 「Turbulence-2」（2001年3月31日）
- 「Turbulence-3」（2002年10月28日）

### 「BOAT ／ 野村義男」名義作品
7インチアナログ
- 「BOAT vs 野村義男」（2000年4月3日）

### 「ON&OFF」名義作品
アルバム
- 「Hello to Good-bye」（2010年10月22日）
- 「Hello to Good-bye 2」（2016年9月3日）

DVD/ビデオ
- 「ON STAGE & OFF SHOT - ON&OFF TOUR 2006〜2007」（2007年2月14日） - DVD
- 「ON&OFF LIVE TOUR 2010 FINAL」（2011年2月1日） - DVD
- 「ON&OFF LIVE TOUR 2016 @ PREMIERE HALL YOKOHAMA」（2017年2月5日） - DVD2枚組

### その他の参加作品
- 男闘呼組 『誠 ほれたぜ』※未音源化（作詞：野村義男&荒木とよひさ、作曲：曽我泰久）（1985年）
- 少年隊 『日本よいとこ摩訶不思議』（1985年12月12日） - 作詞・作曲
  - 嵐 『日本よいとこ摩訶不思議covered by 嵐』（アルバム『Japonism』収録。2015年10月21日） - THE GOOD-BYEの7枚目のシングルのc/w『摩訶 WHO SEE 議（摩訶不思議）』のアレンジ
- 水谷麻里 アルバム『なかよし』（1986年） - 9曲目『愛こがれる50's』（作詞：野村義男、作曲：曽我泰久、編曲：小林信吾）、10曲目『I Still Love You』（作詞：野村義男、編曲：小林信吾）
- 小泉今日子
  - シングル『キスを止めないで』の作曲及び、c/w『ベルベットボイスな夜』の作詞（1987年10月21日）
  - シングル『学園天国』（1989年11月1日） - 編曲
- 小暮伝衛門 アルバム『好色萬声男』（1990年）
- 少年忍者 『FAIRY TALE いまむかし』※未音源化 - 作詞・作曲
- 楠桂原作 『ぶちかまし眠り姫』※イメージCDアルバム（1992年2月21日）
- 見良津健雄&おたっしゃCLUB アルバム『幸福の雅楽』（1992年3月25日） - 『スーパーギターファイティング』という曲を提供
- ワールドヒーローズ2イメージアルバム 『INTUTION ハンゾウのテーマ』（1993年10月21日） - ギターで参加
- 『心のプロレス〜輝ける美麗の格闘戦士達へ捧ぐ』（1993年12月15日） - 『レオの太陽〜レオ北村へ捧ぐ』を作曲
- 嘉門達夫 『カラオケならOK』（1994年3月2日、ビクターエンタテインメント） - シングル（『君がいた季節』と両A面）。編曲、ギター、コーラスを担当。
- 『Mr.B・Bee ボンバーマン』（1995年3月1日・ファンハウス） - 収録曲『噂のMr.B・Bee』（オリジナル作曲：福田裕彦・竹間淳）の作曲を担当。
- DECAメロン シングル『恋するギャンブラー』（1995年11月1日） - ギターで参加。
- 『サターンボンバーマンファイト!!』（1997年12月11日・ハドソン） - 挿入歌すべての作詞を担当。
- 祭囃子〜ゲームトリビュート 『ゼビウス〜百発百中』（1998年5月21日） - 作曲・編曲。コンピュータゲーム20周記念コンピョレーションアルバム。ギタリストとしても参加。
- テレビ番組『GameWave』（テレビ東京） - 1998年7月 - 9月放送分番組オープニングテーマ作曲・編曲を担当。
- 家庭用ゲーム『GUITARFREAKS APPEND 2ndMIX』（2000年2月24日・コナミ）  - 『LUNCHTIME BLUES』・『TIMEMACHINE PILOT』を作曲
- 18禁ラブストーリーアドベンチャーゲーム『星空☆ぷらねっと』（2000年12月8日） - サウンドトラックCD-ROM
- LETS'GO！waiwaikids（2002年、ポニーキャニオン）-作詞作曲。速水けんたろうと羽生未来が歌唱。
- O・SU・SO・WA・KE〜プルプルンのキュッのボン!〜（2004年12月15日、ポニーキャニオン） - 作曲。叶美香が“スーパービューティーミカリン+K with キューティーモンすたーズ”名義で発表した楽曲
- ribbon 『メリハリで愛して』（1993年） - シングル『夜明けなんていらない』のカップリング曲。作曲・編曲を担当。
- 関ジャニ∞ 『一秒KISS』 - アルバム『PUZZLE』収録。作詞・作曲を担当。
- W 『個人授業』 - ミニアルバム『ちょい悪デビル』収録。 編曲を担当。
- 早見優、松本伊代、森口博子『今が一番好き』 - 早見のアルバム『Affection 〜YU HAYAMI 40th Anniversary Collection〜』収録。作詞を担当。
- KAN  アルバム『MAN』（1996年5月27日） - 『ひざまくら～うれしい こりゃいい やわらかい』 ギターで参加　アルバム『KREMLINMAN』（1999年4月21日） 『ロック試練の恋』『Rock’n Soul in Yellow』 『Happy Time Happy Song』 『紅のうた』ギターで参加

## 参加ユニット

### ジャニーズ時代
ジャニーズ少年団
たのきんトリオ
メンバーは田原俊彦、近藤真彦。1980年代前半に人気を博す。
THE GOOD-BYE
1983年9月にデビューしたロックバンドで通称よっちゃんバンド。1990年に活動を停止したが、2003年に再結成した。メンバーは曾我泰久、加賀八郎、衛藤浩一。

### その他
野村義男BAND
1988年結成。メンバーは元・C-C-Bの渡辺英樹、FENCE OF DEFENSEの西村麻聡、元・ZELDAの小澤亜子、デーモン小暮閣下。小泉今日子のアルバム『ナツメロ』でのバックバンド。
三喜屋・野村モーター's BAND
1988年結成。結成当初のバンド名は、ただの「三喜屋・野村モーター'S」だった。小泉今日子のバックバンドとしてスタート。バンド名の命名も小泉で、野村と渡辺英樹の実家が営む店の屋号を単につなげたものである。「最強アマチュアバンド」をキャッチフレーズとし、オリジナル曲を一切持たない「完全コピーバンド」というのがコンセプト。1970年代の洋楽を主にコピーしている。メンバーには渡辺英樹の他、元・「JUDY AND MARY」の五十嵐公太、元・「PINK SAPPHIRE」のTAKAがいる。
 三野姫 （「みのひめ」）
1992年結成。渡辺英樹とのアコースティックデュオ。
2015年7月に渡辺が他界したが、“三喜屋・野村モーター'S BAND”及び“三野姫”の名義は存続させる意向。
BOYO-BOZO
1995年にデビューした、宇都宮隆と石井妥師によるユニット。バックギタリストとして参加。
LOVE LOVE ALL STARS
1996年から参加。
JARGON
メンバーは、ドラムが村上“ポンタ”秀一、ベースが水野正敏。
浜崎あゆみのバックバンド
デビューの1998年から現在に至るまで活動している浜崎のバックバンドでギターを担当。最初はテレビ出演時のみのバックバンドだったが、1999年の「secret live」からコンサートでもバックを担当するようになった。メンバーは、キーボード：宮崎裕介・清水俊也、ドラム：江口信夫、ベース：エンリケ（元・BARBEE BOYS）、コーラス：濱田“Peco”美和子・山崎"プリンセス”洋子。
FUNK ROCKET
1998年末に結成。ボーカルは元「D.T.R」の竹内光雄。他のメンバーは、高橋ロジャー和久、力石理江、TAKA、種子田健、小野かほり。
RIDER CHIPS
2000年結成。仮面ライダーをテーマとした楽曲で活動するのがコンセプトのバンド。メンバーは、ギター：野村義男、ベース：寺沢功一、ドラムス：ZIGGYのドラマーの宮脇知史、ボーカル：DASEINのRicky、キーボード：渡部チェル（サポートメンバー）。活動当初はボーカルを固定せず、ローリー寺西、寺田恵子、m.c.A・T（富樫明生）、DASEINのRickyらをボーカルとして招聘し、実際に仮面ライダーシリーズの関連楽曲を発表。2004年には映画『仮面ライダー剣 MISSING ACE』への出演も果たした。2005年以降はRickyを正式メンバーに迎えボーカルを固定化、5人でライブを中心に活動している。
The Chargebacks
2004年結成?。浜崎あゆみのバックバンドのメンバーを中心に結成された。コンセプトは“日本一稼いでいるアマチュアバンド”。メンバーは、野村義男（ボーカル、ギター）、江口信夫（ドラム）、小林信吾（キーボード）、（元・井上堯之バンド1997）の友成好宏（キーボード）、エンリケ（ベース）、濱田“Peco”美和子（ゲストボーカル）
U WAVE
宇都宮隆プロデュースのバンド。2005年7月に宇都宮隆のプロジェクトとして結成。バンド演奏とポエトリーリーディングを融合させたステージで、野村も詞を朗読する。
VOCAL：宇都宮隆、KEYBOARDS：土橋安騎夫、GUITAR：野村義男、CHORUS&PERFORMANCE：日永沙絵子、DRUMS：小林香織、BASS：岡本崇志、Performance：エディー。
GUILD9
世良公則とのバンド。
2001年春結成。世良公則を中心にしたバンドで、他のメンバーは櫻井哲夫、神本宗幸、横瀬卓哉。2007年8月にGUILD9名義のアルバム『WE ARE GUILD9』をリリースしている。
音屋吉右衛門（おとやきちえもん）
2006年春結成。世良公則とふたりだけでアコースティック演奏を行うライヴユニットで、演奏の合間に爆笑トークがふんだんに盛り込まれるのが特徴。野村自身が歌うシーンも定例的に用意されている。2008年1月に『ヤッターマンの歌』でCDデビューするが、作曲者の山本正之が所属事務所のホームページにて公開した（現在は削除）製作スタッフへの苦言の中に「デモテープ」（簡素なアレンジを指したもの）との表記もあり、ヤッターマン視聴者からの批判が集中した。その一方でそういった話題性が追い風となったのか、CD発売に先駆けて開始された着うたやiTunes Storeなどの配信系販売ルートでのダウンロード数は3万曲以上を記録し、オリコンシングルCDランキング週間チャートにも第38位に初登場。配信開始1ヶ月、CD発売10日前後の時点で通算5万枚のセールスを記録するスマッシュヒットシングルとなった。
ON&OFF
曾我泰久とアコーステック・ユニット。2006年結成。曾我泰久とふたりでTHE GOOD-BYEの曲のうち作詞作曲が二人の名義になっている曲と曾我泰久のソロ曲のうち作詞を野村義男が行っている曲を中心にアコーステックで演奏している。
話音(Wa-ON)
力石理江とのユニット。力石のピアノをバックに野村義男が本を朗読する。野村が唯一ギターを弾かないライブでもある。2013年1月15日発売の爆風スランプのトリビュートアルバム『爆風トリビュートComplete』に参加（「美人天国」を収録）。
Sho-ta with Tenpack riverside rock'n roll band
SHO-TAこと田村直美と、2013年に行われた田村の25周年ライブにてサポートを務めた野村、土橋安騎夫、石川俊介、長谷川浩二が、翌年から正式にバンドを結成して活動を開始した。バンド名は田村の地元・名古屋市の天白川に由来する。

## 使用機材
- エレキギター
  - Alex 70's Rick Derringer Used #008 - リック・デリンジャーが実際に使用していたギター。ニューヨークのギターショップであるAlexで見つけ手に入れた
  - Alvarez Yairi YD-88 Original Koa Model 2001 - かつてTHE BEATLESのポール・マッカートニーも使用していたことで知られているアルバレスのギター
  - Ampeg AMG100 2008
  - Anonymous Futura Type
  - Anonymous Stratocaster Type 1970's - 1970年代初頭あたりの中国製のストラトコピーで本物よりも製造本数が少ないという
  - Anonymous Stratocaster Type Monteray Pop Festival Paint
  - Anonymously Tenor Guitar
  - Anonymous Stratocaster Type The Fool SG Paint
  - Anonymous 1949 Prototype II Replica
  - Anygig Portable Travel Guitar 82CM w/ Broom
  - Aria Pro II Stratocaster ST-400N 1978 - 野村が初めて購入したエレキギター
  - Aria Pro II TS-600 1980
  - Astronaut Guitars One Master 2019
  - B.C.Rich Eagle 1970's
  - B.C.Rich Mockingbird 1981
  - Bluesouth Macon 1997
  - Burns UK Flyte 6 1975
  - Burny Anti"PSE"Original-Made Guitar 2006
  - Burny LP Series 1990's
  - Burny RFA-65 Prototype 2003
  - Burny だも〜ん 2000
  - Callaham Limited Edition SC Compact 2006
  - Casio EG-5 1987
  - Clint Walker Guitars SUGI - MACHINE 2014 - 沖縄に行ったときに友人のデヴィッド・ラルストンからプレゼントされたギター。ギターを作ったクリント曰く、"パープルヘイズ"という杉でボディーができている。テキサス州のギタリスト兼ギター職人が沖縄滞在中にホームセンターで見つけた杉の板で作ったギター。乾燥させるためにバーナーで焼いたローストボディーで、2.7kgというアコースティックギター並みの軽さ。ローポジションのほうが厚くハイポジションほど薄いネックも独特で、音も良いとのこと。
  - Coral Electric Sitar Model 3S19 1967
  - Crews Maniac Sound ReNeWel MP Prototype 2014
  - Current Kathy 2001
  - Custom Made SDGscaster I 2024
  - Custom Made SDGscaster II 2024
  - Daddy Mojo Custom Ciget Box Guitar Standard 2015
  - Danelectro Convertible 1998
  - Danelectro Danoblaster Late 1990's
  - Danelectro Model 59 0 Psyche 2000's
  - Danelectro Short-Horn Baritone/Standard Double-Neck
  - Danelectro Short-Horn Double-Neck Model 3923 1960's
  - Danelectro Short-Horn 6/6 Double-Neck 2002
  - Danelectro 12SDC 12 Strings 2000's
  - Dean Elite 1979
  - Dean 1980 Cadillac 2008
  - Ditchwood Guitars Copper Machine 2016
  - Ditchwood Guitars Polka Dot Machine 2018
  - Epiphone Casino E230T 1966
  - Epiphone Coronet SB-533 Dwight Model 1964
  - Epiphone Coronet SB-533 Dwight Model 1965
  - Epiphone 1962 Crestwood Custom Outfit Limited Edition 50th Anniversary 2012
  - Epiphone 1966 Olympic 1999
  - Epiphone 1966 Worn Wilshire 2011
  - Epiphone 50th Anniversary 1962 Crestwood Custom 2012
  - Fender Acoustasonic Player Telecaster 2022
  - Fender Alternate Reality Electric XII 2019
  - Fender Alternate Reality Tenor Tele 2019
  - Fender American Elite Telecaster Thinline 2017
  - Fender Bass VI 1964
  - Fender Custom Shop American Classic Telecaster 1995
  - Fender Cutting Board Guitar 2023
  - Fender Duosonic II 1966 Body w/1966 Mustang Neck
  - Fender Eric Clapton Model Stratocaster Candy Green 1988
  - Fender Eric Clapton Model Stratocaster 1996 Body w/Warmoth Neck
  - Fender Esquire 1960
  - Fender Esquire 1966
  - Fender Japan Mustang II 1988
  - Fender Japan Performer PF-555 1985
  - Fender Japan TL69-115 1980's
  - Fender Jimi Hendrix Monterey Stratocaster 2017
  - Fender Jimi Hendrix Tribute Stratocaster Blue Ice Metallic 1997
  - Fender Jimi Hendrix Tribute Stratocaster Olympic White 1997
  - Fender Lead III 1981
  - Fender Limited Swinger Candy Apple Red 2019
  - Fender Limited Swinger Lake Placid Blue 2019
  - Fender Modern Player Marauder 2013
  - Fender Musiclander / Swinger / Arrow Black 1969
  - Fender Musiclander / Swinger / Arrow Blue 1969
  - Fender Musiclander / Swinger / Arrow Candy Apple Red 1969
  - Fender Musiclander / Swinger / Arrow Dakota Red 1969
  - Fender Musiclander / Swinger / Arrow Dakota Red 1969
  - Fender Musiclander / Swinger / Arrow Foam Green 1969
  - Fender Musiclander / Swinger / Arrow Lake Placid Blue 1969
  - Fender Musiclander / Swinger / Arrow Olympic White 1969
  - Fender Musiclander / Swinger / Arrow Sherwood Green Metallic 1969
  - Fender Mustang 1976
  - Fender Nocaster 1951
  - Fender Road Worn '50s Telecaster
  - Fender Rosewood Telecaster 1969
  - Fender Rosewood Telecaster 1970
  - Fender Stratocaster Anniversary 1979 Body w/Telecaster 1978 Neck
  - Fender Stratocaster Antigua 1979
  - Fender Stratocaster Burgundy Mist Metallic 1969
  - Fender Stratocaster Flesta Red 1965
  - Fender Stratocaster Olympic White 1964
  - Fender Stratocaster Olympic White 1977
  - Fender Stratocaster Sunburst 1964
  - Fender Stratocaster Sunburst 1975
  - Fender Stratocaster 1972
  - Fender Stratocaster 1977
  - Fender Swinger Burgundy Mist Metallic 2019
  - Fender Telecaster Custom 1967
  - Fender Telecaster 1973
  - Fender Telecaster 1977
  - Fender Telecaster 1978
  - Fender The Strat Bronz Stratoburst 1982
  - Fender USA Custom Telecaster 1967
  - Fender 25th Anniversary Stratocaster 1979
  - Fender '57 Stratocaster Thin Lacquer Sunburst 2007
  - Fernandes Ravelle Baritone Guitar Prototype 2004
  - Fernandes Ravelle Deluxe Korona 2004
  - Fernandes Ravelle Standard 2004
  - Fernandes Syaraku Guitar Prototype
  - Fernandes / YN-85 #1 Prototype 1992
  - Fernandes / YN-85 #2 1993
  - Fernandes / YN-85 #3 1994
  - Fernandes / YN-85 #9 1996
  - Fernandes / YN-85 #10 Prototype 1998
  - Fernandes / YN-85 #11 1999
  - Fernandes / YN-85 #12 1999
  - Firstact Volkswagen Garage Master 2006
  - Gibson EDS-1275 1991
  - Gibson ES-335TD 1973
  - Gibson Explorer Limited Edition 2000 - Gibsonのfuturaを再現したモデルだが、コリーナボディのStevensに対して、メーカー不詳の本器はマホガニーである。ボディとネックの詳細は不明だが、パーツは全て1960年代のGibson製であるが、1960年代にGibsonがFuturaを製造した記録がないため謎に包まれている。近藤真彦の1996年のライブで使用された。
  - Gibson Explorer w/Short Vibrola 2007
  - Gibson Explorer 1976
  - Gibson Firebird I 1964
  - Gibson Firebird I 1964 Reissue 1995
  - Gibson Firebird I 1990
  - Gibson Firebird III 1965
  - Gibson Flying V 1967 Reissue 1999
  - Gibson Jimi Hendrix Flying V 1992
  - Gibson Les Paul Custom Demo MOdel 1999
  - Gibson Les Paul Custom 1954 Reissue 1972 - ジャニーズ事務所を退所した翌日に購入したギター
  - Gibson Les Paul Custom 1957 Mickey Baker Model 1994
  - Gibson Les Paul Custom 1984
  - Gibson Les Paul DC Pro 1997
  - Gibson Les Paul/SG Standard 1961 Reissue 2000
  - Gibson Les Paul Smart Wood Studio 1998
  - Gibson Les Paul Standard Demo Model 1999
  - Gibson Les Paul Standard Gold Top 1958
  - Gibson Les Paul Standard 1958
  - Gibson Les Paul Standard 1959 - 現在値が高騰しているレアなギター。数千万円程する[要出典]
  - Gibson Les Paul Standard 1961 - 現在のSGと呼ばれる形。当時はレスポールでくくられていた
  - Gibson Les Paul Standard 1995
  - Gibson Les Paul Standard 2005
  - Gibson Les Paul Studio Lite 1992
  - Gibson Les Paul Studio 2005
  - Gibson Les Paul Style-1 1996
  - Gibson Lonnie Neck Flying V 1994
  - Gibson Map Guitar 1982
  - Gibson Melody Maker D Cherry 1965
  - Gibson Melody Maker D 3/4 Lefty Cherry 1967
  - Gibson Melody Maker D Pelham Blue 1967
  - Gibson Melody Maker I Pelham Blue 1966
  - Gibson Melody Maker I Pelham Blue 1967
  - Gibson Melody Maker III Sparkling Burgundy 1967
  - Gibson Melody Maker 3/4 Cherry 1968
  - Gibson Melody Maker 2003
  - Gibson Melody Maker 2007
  - Gibson Moderne XI 2012
  - Gibson Moderne 1982
  - Gibson Reverse Flying V 2007
  - Gibson SG Junior 1964
  - Gibson SG Junior 1965
  - Gibson SG Junior 1999
  - Gibson SG Standard 2002
  - Gibson SG 2002 - 「クリーム」時代のクラプトン仕様にペイントされたSG。ピックガードには富士山がペイントされている。Body：Mahogany、Pickups：Tom Holmes、Bridge：Tone-O-Matic、Neck：Mahogany 22 Fret、Controls：Two Volume、Two Tone、Pickup Switching：3-Way Switch、Fingerboard：Rosewood
  - Gibson S-1 1976
  - Godin Radiator Cool Sound 1999
  - Good-Man Original Handmade Guitar 1997
  - Good-Man Original Handmade Guitar 1998
  - Greco APW-1000 1986
  - Greco Butterfly Designed by Yoshio Nomura 1983
  - Greco EG-800PR 1979
  - Greco GS-500 1977
  - Greco GS-500 1977
  - Greco GS-500 1977
  - Greco SG Type 1980's
  - Gretsch Princess #6106 1964
  - Gretsch Tennessean #6119 1966
  - Gretsch White Penguine #6134 1993
  - Guitars.R.Us Stratocaster Type 1998
  - Ibanez AX7-521 1999
  - Ibanez MF-M1 BBL 2006
  - Ibanez RG550 "CINDY" 1987
  - Ibanez RG7-621 1998
  - Ibanez R67-621 1998
  - James Trussart Steel Deville 1999
  - Jay Turser JT-DLX 2009
  - Jerry Jones Baby Sitar 1998
  - Jerry Jones Master Electric Sitar 1995
  - Jerry Jones Shorthorn Guitar 1995
  - Jersey Girl Homemade Guitars Audray-ES850 2002
  - Jersey Girl Homemade Guitars ESV-850 2008
  - Jersey Girl Homemade Guitars Gauche-Katylot 2004
  - Jersey Girl Homemade Guitars Guitar Graphic Special 1997
  - Jersey Girl Homemade Guitars Rainmaker-Daidal 1995 - Body：Alder、Neck：Hard Maple、Fingerboard：Rio-Grande、Controls：1 Master Volume 1 Master Tone。クリスマスに友人の工房で入手したもの。2本のギターを一体化させたとてもユニークなギター
  - Jersey Girl Homemade Guitars Rainmaker-Dingo 2001
  - Jersey Girl Homemade Guitars Rainmaker-Race 2006
  - Kalamazoo KG-1 1967
  - Kalamazoo KG-1 1968
  - Kawai Moonsault 1980
  - Kramer Pacer Early 1980's
  - Kusakusa88 Schnauzer 2018
  - Minarik Goodess Special Edition 2004
  - Minarik Inferno Studio Extreme 2004
  - Moon Stratocaster Type Body w/Tele Type Neck Yoshio Nomura Original 1983
  - Moon Stratocaster Type Yoshio Nomura Original 1982
  - Mosrite Brace Rail 1976
  - Mosrite Joe Maphis Double-Neck 1965
  - Mushroom Les Paul Type 1994
  - Musicraft Messenger 1968
  - Musicvox Spaceranger MVG
  - Nacho Guitars 1949 Prototype II 2013
  - Nash Guitars T-Master 2010
  - National Reso-Phonic Resolectric R-1 1990's
  - Paul Read Smith CE-22 2003
  - Paul Read Smith CE-22 ULTRA-Q No.1 1993 - Pickups：Dragon2 / Seymour Duncan。ネットオークションで手に入れたギターを大幅に改造したもの。改造費はもう一本ギターが買えるほどの値段とのこと。現在のオリジナルパーツはボディーネックの形状のみ
  - Paul Read Smith CE-22 ULTRA-Q No.2 2003
  - Paul Read Smith CE-22 ULTRA-Q No.3 1998
  - Paul Reed Smith Custom 24 10 Top 1991
  - Paul Reed Smith Custom 24 10 Top 1992
  - Paul Reed Smith EG-IV 1991
  - Paul Reed Smith McCarty Soapbar 2001
  - Paul Read Smith Santana SE Rhinestone 2002
  - Paul Read Smith Santana SE 2002 - Body：Mahogany、Finish：Rhinestone、Pickups：Dragon2、Bridge：PRS Stoptail、Neck：Mahogany 22 Fret、Fingerboard：Rosewood、Controls：Volume and Tone、Pickup Switching：5-wah Blade Pickup Selector。　浜崎あゆみのライブでよく使用しているギター。ボディーに5000粒（7万円相当）ものラインストーンを自ら装飾。製作期間は夜通し含め、2週間程だという。
  - Paul Read Smith SE Custom 24 7-String 2014
  - Paul Read Smith Studio Maple Top 1992
  - Paul Reed Smith Swamp Ash Special White Bird 2002
  - Peavey Jack Daniel's EX
  - Peavey Jack Daniel's SC1 2016
  - Peavey Japan Jack Daniel's Neon-Sign c.2008
  - Rickenbacker 331 Light Show 1972
  - RKS Rudy Red Hollow Body 2006
  - Robin Octave Guitar 1993
  - Sadowsky Vintage S-Style 2009
  - S.D.Curlee Standard II 1977
  - Seventy Seven Guitar Exrubate STD/S-JT 2022
  - Smash Les Paul Humbucker Type 2010's
  - Smash Les Paul P-90 Type 2010's
  - Squier Paranormal Custom Nashville Stratocaster 2023
  - Squier Sonic Mustang Telestang 2023
  - Squier Sonic Mustang 2023
  - Tom Holmes Custom Made Guitar 1974
  - Tubasa Guitar Workshop Luca SPL 2023
  - Veleno Original 1975
  - Veleno Traveler 1975
  - Vox SSC-55 2012
  - Vox Starstream Bass 2S 2022
  - Walker Guitars Sugi Machine 2014
  - Zemaitis Budget 1982
  - Zemaitis Superior 1980's
- アコースティックギター
  - Anonymous Classic Guitar 1840's - クラシックギター
  - Aria Pro II A-58 CWE / M 2011 - 渋谷のイシバシ楽器にてポイントを貯めて購入。クラシックギターである。
  - Burny Prototype 2000
  - Calase 1900's
  - Cole Clark Angel AN2AC 2007
  - Cole Clark Fat Lady FL2AC 2007
  - Crews Maniac Sound ES-1500C 2012
  - Crews Maniac Sound ES-2000/12st 2008
  - Danelectro Long-Hong Acoustic Guitar 1960's
  - Epiphone Pro-1 Acoustic 2014
  - ESP Bamboo Inn K
  - Fender F-1030 Made by Harmony 1971
  - Fender Highway Series parlor 2023
  - Fender MA-13/4 Steel
  - Fernandes W800 1970'sw
  - G.Bianchi No.310 1939
  - Gibson Jumbo 55 1994
  - Gibson LG-1 1964
  - Godin Multiac Duet Nylon 1998
  - Goya Standard 80 Made by Hagstrom 1961
  - Greg Bennett OM-8CE 2006
  - J.Lee MTK-000 1998
  - Juno Acoustics Guitar
  - K.Yairi KK-46 Crafted by Kenji Koike 2001
  - K.Yairi KK-46 Crafted by Kenji Koike 2006
  - K.Yairi 一五一会 2005
  - La Esperanza Requint Guitar Clase 800 1980
  - Martin D-35 1974
  - Martin 000-15M Street Master 2018
  - Michimae Guitars Eclipse 2005
  - Michimae Guitars H-1 2001
  - Michimae Guitars Love-Lin 2003
  - Michimae Guitars Low-D 2004
  - Mizuno Guitars Original Yo!chan Special 2002
  - Morris F-15 1973
  - Mosrite Serenade 1965
  - Nardan Guitar No.300 1960's
  - Ovation CSD215-EY Double-Neck 2000
  - Paul Read Smith SE Angelus Custom 2012
  - Sumio Madrid Double-Neck 1978
  - Yamaha CSF-TA2019
  - Yamaha FS-TA 2019
- ベース
  - Epiphone Newport Bass 1968
  - Fender American Vintage '57 Precision Bass 1982
  - Fender Custom Swinger Bass 2020
  - Fender Original Custom SWINGER BASS 2019 - TM NETWORKのボーカル、宇都宮隆のソロツアーで使用している一本。宇都宮のツアーは4弦縛りというルールがあり、ウクレレかベースしか担当させてもらえないとのことで野村はベースを担当している。FenderMUSTANG BASSを改造した一本。
  - Gibson Melody Maker Bass Pelham Blue 1968
  - Gibson PG-1 1928
  - Grass Roots G-AC-Bass 2023
  - Hinkler Electric Blues Box Slide Guitar 2015
  - Hofner Club Bass 500/2 1968Ibanez AVT1-NT 2014
  - Ibanez Roadster II Series RB999 1984
  - Ikebe Original Compact Bass JB 2013
  - Jersey Girl Homemade Guitars Puku 2011
  - Rabbit isby Crews Maniac sound USA-B 2017
  - Squier Affinity Series Jaguar Bass H 2021
  - Squier Bronco Bass 2005
  - The Gene Simmons Punisher 2014
- エフェクター
  - Akai D1 Shred-O-Matic
  - Andy's Music Eyetron Fuzz
  - BOSS OD-1 Over Drive
  - BOSS OS-2 Over Drive / Distortion - 野村自身、歪みの指向が増えてきた頃に手に入れた1機。この機を手に入れた翌年、ジャニーズ事務所を退所した
  - BOSS SD-1 Super Over Drive - THE GOOD-BYE時代にも使用していた。OD-1を2個つなぎにして使っていた頃の一時期、このSD-1に切り替えたことがある
  - Crews Maniac Sound Genlus Over Drive G.O.D
  - Dallars-Arbiter Fuzz Face
  - Day's Corporation Effect-Car V-1 60's Fuzz
  - DigiTech Eric Clapton Crossreads
  - DigiTech Jimi Hendrix Experience
  - DigiTech XSW Synth Wah Envelope Filter
  - DOD FX6S Flashback Fuzz
  - Fulltone Full-Drive 2
  - GIzmotron
  - Guyatone TZm5 Torrid Fuzz
  - Jim Dunlop FFM1 Fuzz Face Mini Silicon
  - Jim Dunlop FFM2 Fuzz Face Mini Germanlum
  - Jim Dunlop FFM3 Fuzz Face Mini Hendrix
  - Jim Dunlop GCB-95 Crybaby
  - Jim Dunlop GCB-95 Crybaby Mini Wah
  - Jim Dunlop JH-1 Jimi Hendrix Wah
  - Jim Dunlop JH-1FW Jimi Hendrix Fuzz Wah
  - Jim Dunlop 95Q Crybaby Wah Wah - 複数台所有（3機）
  - Klon Centaur - 7万円程の高価なエフェクター。1999年の11月にJARGONのツアー中に福岡の天神で入手した
  - Korg Miku Stomp
  - Maestro MPF-1 Parametric Filter
  - Maestro PS-1A Phase Shifter
  - Musitronics MU-Tron BI-Phase
  - Musitronics MU-Tron Micro V
  - MXR EVH90 Eddle Van Halen Phase 90
  - MXR Headphone Anplifier
  - MXR Phase90 - 複数台所有（2機）
  - MXR Phase100
  - Z.Vex Seek Wah
- アンプ
  - Crews Maniac Sound SP212 Classic
  - Fender Champ
  - Fender Jazzmaster Ultralight
  - Fender Pro Junior
  - Fender Vibrelux Reverb
  - Fender 112 Speaker Cabinet
  - Musicman 112 RD
  - Paul Read Smith SE50
  - Soldano Docalone
  - Sovtek Mig-50
  - Sovtek Speaker Cabinet

## 主な出演作品

### テレビドラマ
- 3年B組金八先生（TBS） - 梶浦裕二 役
  - 第1シリーズ（1979年 - 1980年）
  - スペシャルI「贈る言葉」（1982年）
  - スペシャルIII「小さな嘘」（1984年）
  - スペシャル5「先生の暴力・生徒の暴力」（1986年）
  - スペシャル6「新・十五歳の母」（1987年）
  - スペシャル9「子供を救え! 大人達よ立ち上がれ」（1998年）
- ただいま放課後（1980年、フジテレビ） - 杉原忠雄 役
- お化けのサンバ（1980年、東京12チャンネル）
- それからの武蔵（1981年、東京12チャンネル）
- サザエさん（1981年 - 1982年、フジテレビ） - 三平（三河屋）役
- 生きてん、母ちゃん！（1981年、読売テレビ） - 江口日登志 役
- 大河ドラマ「峠の群像」（1982年、NHK総合） - 矢頭右衛門七 役
- ボクの音楽武者修行（1982年、テレビ朝日） - 小澤征爾 役
- 少年刑務所-母と子の遠い道程（1982年、読売テレビ）
- セーラー服通り（1986年、TBS） - 羽鳥遼二 役
- 銀河テレビ小説「はねっかえり純情派」（1987年、NHK総合）
- ハロー!グッバイ 第13話「女が刑事になる時」（1989年、日本テレビ）
- 世にも奇妙な物語「廃校七番目の不思議」（1991年2月14日、フジテレビ） - 勝美 役
- 浅草キッドの「浅草キッド」（2002年、スカイパーフェクTV!）

### バラエティ番組
- 踊れバンバン（1982年10月12日 - 12月28日、テレビ東京） - 司会
- 象印クイズ ヒントでピント（1984年5月27日[21]、テレビ朝日） - 4枠（沖田浩之の代役）
- ロック鳴缶（1991年、日本テレビ）
- 寺内ヘンドリックス（1992年、フジテレビ）
- LOVE LOVEあいしてる（1996年 - 2001年、フジテレビ）
- トレ・ボン（1997年、テレビ朝日）
- 天才てれびくん（1997年、NHK教育）
- とんねるずの生でダラダラいかせて!!（1997年、日本テレビ）
- ROCKET（1997年10月 - 1998年9月、名古屋テレビ） - 本上まなみと共に司会をしていた音楽トーク番組
- ふぞろいの天使達（1998年、フジテレビ）
- Music Performer's TV（1999年、スカイパーフェクTV!・271ch） - パーソナリティー
- digimart TV（2000年、スカイパーフェクTV!・271ch） - パーソナリティー
- KING OF INDIES〜侍デリカテッセン（後に「KING OF INDIES〜侍食堂」）（2000年 - 番組終了、CBCテレビ） - 司会
- クイズ赤恥青恥（2002年、テレビ東京） - オープニングでなぞなぞを出題
- SMAP×SMAP（2012年11月12日、フジテレビ）
- ショナイの話（2012年12月3日・11日、テレビ朝日）
- 題名のない音楽会（2013年5月26日、テレビ朝日） - ｢なんてったってジミー・ペイジ｣で佐野史郎、ROLLYと出演
- ぴったんこカン・カン（2015年12月4日、TBSテレビ）
- マツコの知らない世界（2016年1月19日、TBSテレビ） - エレキギターのスペシャリストとして出演
- ららら♪クラシック（2016年3月12日、NHK Eテレ）

### 映画
- たのきんスーパーヒットシリーズ（1981年 - 1983年、東宝映画）
  - 第1弾・青春グラフィティ スニーカーぶる〜す（1981年2月11日公開、監督：河崎義祐） - 間宮洋一 役
  - 第2弾・ブルージーンズ メモリー（1981年7月11日公開、監督：河崎義祐） - 間嶋芳太郎 役
  - 第3弾・グッドラックLOVE（1981年12月20日公開、監督：河崎義祐） - 松宮健太郎 役
  - 第4弾・ハイティーン・ブギ（1982年8月7日公開、監督：舛田利雄） - サミー（おさむ） 役
  - 第5弾・ウィーン物語 ジェミニ・YとS（1982年12月18日公開、監督：河崎義祐） - 入江豊 役
  - 第6弾・嵐を呼ぶ男（1983年8月4日公開、監督：井上梅次） - 福島慎介 役
- 三等高校生 （1982年12月18日公開、東宝、監督：渡邊祐介）- 主演・杉田透 役
- Love Forever （1983年8月4日公開、東宝）
- 劇場版 仮面ライダーアギト PROJECT G4（2001年9月22日公開、東映） - ※声の出演（RIDER CHIPSのメンバーとして）
- 劇場版 仮面ライダー剣 MISSING ACE（2004年9月11日公開、東映） - ハカランダで演奏する男 役　※特別出演（RIDER CHIPSのメンバーとして）
- TOO YOUNG TO DIE! 若くして死ぬ（2016年2月6日公開、東宝／アスミック・エース） - ジゴロック挑戦者 役

### 教養
- チャレンジ!ホビー「めざせ!ロック・ギタリスト」（2010年3月29日 - 5月31日、Eテレ）

### ラジオ
- ヨッチャンの青春ド真中（1980年10月6日 - 1984年9月28日、文化放送）
  - 1981年4月より『吉田照美のてるてるワイド』内包番組となる。
- 野村義男の若葉女子高3年1組（1984年10月5日 - 1985年3月29日、文化放送）
  - 上記「ヨッチャンの青春ド真中」を改題した番組
- 野村義男のオールナイトニッポン（1983年10月 - 1984年3月、ニッポン放送） - 水曜・第1部担当
- ヨッちゃん・志穂のレブコスーパーサンデー（1984年、文化放送） - 若林志穂との番組
- ヨッちゃんのサンデーパラダイス（文化放送）
- 野村義男のフィーリングナイト（ - 1990年5月26日、ABCラジオ）
- 野村義男のNOW HITS! BEST20（FM新潟）
- Staturday Hot Request（1996年、NHK-FM大阪）
- 野村義男のフレッシュ・ミュージシャン→野村義男のおなか（ま）いっぱいラジオ（2001年 - 2020年3月、有線放送）[22]
- スーパーミュージック 野村義男のワンダフルマイウェイ（2004年 - 番組終了、SBSラジオ他）
- くにまるジャパン「ラジオバイオグラフィー 5冊のアルバム」（2012年12月10日 - 14日、文化放送）
- EMOTIONAL BEAT 〜野村義男の好きで何が悪い？〜（2019年7月6日 - 、レインボータウンFM・毎月第1土曜日）

### CM・広告
- ライオン「旅行セット エルパック」『旅にエルパック』シリーズ（1981年）
- JCB - ナレーション
- ピザーラ - CMソング作曲・演奏・歌唱
- カネボウ 「つるるんローション」（1998年） - ナレーション
- キリンビバレッジ「Cadyキャディ」（1998年） - ナレーション
- 三菱自動車
  - 「サウンドロゴ」（1998年）
  - 「三菱・ミラージュディンゴ」（1999年） - ナレーション
  - 「ワゴン」（2000年） - CMソング作曲
- 味の素「クノール北海道ポタージュ」（1999年） - ナレーション）
- ワコール「ナチュラルアップブラ」（2000年） - CMソング作曲
- Apple「PowerBook G4（チタン）」、「iDVD」（2001年） - ナレーション
- カゴメ「トマトジュース」（2001年） - ナレーション
- ブーツ・ヘルスケア「クレアラシル（2001年） - ナレーション
- HONDA
  - 「企業CM」（2001年） - ラジオCM
  - 「オデッセイ」（2001年） - ナレーション
- タカラ「We Love Guitar」（2004年） - イメージキャラクター[23]
- サントリー
  - 「マグナムドライ」（2004年） - ナレーション
  - 「ザ・プレミアム・モルツ」『神泡・登場』篇（2018年） - ナレーション[24]
  - 「ザ・プレミアム・モルツ〈香る〉エール」『ENJOY HOME？』篇（2020年） - ナレーション[25]
- JT「マナー広告」（2004年） - ナレーション
- エフティ資生堂 「スーパーマイルドシャンプー」『大切にしてくれますか？』篇（2004年） - ナレーション
- 平野楽器「ロッキン」（2006年 - ） - イメージキャラクター。年末年始CM[26][27][28][29][30][31]
- 第一三共（2012年） - ナレーション
- イオンモール（2012年） - ギター演奏
- マツダ（2013年） - ナレーション
- 全日空「HELLO BLUE, HELLO FUTURE 〜2020を、みんなの滑走路にしよう〜」シリーズ（2016年） - ウサイン・ボルト出演CM。使用楽曲「TOKIO」ギター演奏[32]

### MV
- KAMEN RIDER GIRLS「Just the Beginning」（2013年） - ライブハウスの店長 役[33]

### ミュージカル
- 原宿物語（1985年、作：演出松山善三） - 主演・ケイ 役
- GIRL's TIME -女の子よ、大志を抱け!-（1995年、演出：宮本亜門） - バンドリーダーとして参加

### WEB配信番組
- 野村ギター商会（2006年 - 2007年、BIGLOBEストリーム） - 司会。通称・野ギ商会。ゲストを迎えてのギターセッション＆トーク番組

## 書籍
- 野村義男のロックギター教室（2000年、月刊エレクトーン別冊）
- 野村義男が弾いて教える 10日間エレキギター塾 CD付き（2005年、ヤマハミュージックメディア）※2006年に単行本化
- 趣味工房シリーズ NHKテレビテキスト チャレンジ!ホビー めざせ!ロックギタリスト 2010年4月〜5月（趣味工房シリーズ NHKチャレンジ!ホビー）（2010年3月24日、日本放送出版協会）
- 野村義男が弾いて教えるエレキギター塾 CD付き（2012年3月20日、ヤマハミュージックメディア）
- 野村義男の“思わず検索したくなる”ギター・コレクション（2015年6月25日、リットーミュージック）※上記書籍の表紙に使用された写真を採用したジグソーパズル（500ピース。Tシャツ特典の付いた限定版及び通常版）を同年9月4日に発売
- 野村義男の“足の踏み場もない”エフェクター・コレクション（2016年1月25日、リットーミュージック）
- 野村義男の“思わず検索したくなる”ギター・コレクション還暦記念増補版（2024年10月11日、リットーミュージック）[34][35]

### 雑誌連載
- 野村義男の「今日から僕たちエレキング！」（1999年11月号 - 2018年11月号、GO!GO!GUITAR／ヤマハ）[36]
- 野村義男のギターいじりism（2019年12月Vol.1 - 、Guitar Magazine LaidBack／リットーミュージック）[37]
- ちょっと気になる1個違い（2021年3月Vol.66、昭和40年男／クレタパブリッシング）[38]